# 過渡現象
過渡現象（かとげんしょう、英: transient phenomena）は、ある定常状態から別の定常状態に変化するときに、いずれの状態とも異なり時間的に状態が変化する非定常状態になる現象のことである。

## 電気回路における過渡現象
電気回路において、抵抗、インダクタンス、コンデンサなどの素子を組み合わせた回路に対して、直流電圧または交流電圧を印加しているときの電流や電圧の変化は回路理論で扱われる。
同様の回路に対して、過渡現象とは、
- 急に電圧を加える
- 急に電圧を取り去る
- 素子の回路定数が変化する

といった変化が発生した場合に、それまでの素子電圧や電流が一定の状態（定常状態）であったものに変化が生じ、十分に時間が経過した後に別の定常状態に到達するまでの間、時間的に変化する電圧や電流の振る舞いのことを指す。

### 過渡現象の解析方法
過渡現象解析の基本は、キルヒホッフの法則により電圧あるいは電流（電荷）に関する微分方程式を作り、一般解を求め、さらに初期条件から定数を決定することである。
例えば、直列のRLC回路回路に起電力E (t ) を加える場合、
{\displaystyle E(t)=Ri+L{\frac {\mathrm {d} i}{\mathrm {d} t}}+{\frac {1}{C}}\int i\mathrm {d} t}
という強制振動の方程式となり、これを解くことになる（式の詳細についてはRLC回路#回路解析を参照）。

## 力学系における過渡現象
質量・バネ・ダンパモデルに加振力f (t ) を加えたときの運動方程式は次式である（減衰振動を参照）：
{\displaystyle f(t)=m{\ddot {x}}(t)+\gamma {\dot {x}}(t)+kx(t)}
電気回路数学的には同等となる。

## 手法
解析を代数方程式化し行いやすくするために各種の方法がある。
- ヘヴィサイドの演算子法
- ラプラス変換